# Камдеш
Камдеш (Kāmdīsh или Kāmdēsh; کامدیش) — село, расположенное в долине Bashgal, в афганской провинции Нуристан. Административный центр Камдешского района.
Название «Камдеш» буквально означает «земля Ком»: это исторический центр проживания племени Ком, впервые описанного в 1890-х годах британским путешественником Дж. Робертсоном в его труде «Дикие племена Гиндукуша» («Kaffirs of the Hindu Kush»)
В октябре 2009 года вблизи Камдеша произошел крупный бой между силами движения Талибан и международной коалиции за блокпост Китинг.